# Dambenoît-lès-Colombe
Dambenoît-lès-Colombe ist eine Gemeinde im französischen Département Haute-Saône in der Region Bourgogne-Franche-Comté.

## Geographie
Dambenoît-lès-Colombe liegt auf einer Höhe von 319 Metern über dem Meeresspiegel, 10 Kilometer westnordwestlich von Lure und etwa 21 Kilometer nordöstlich der Stadt Vesoul (Luftlinie). Das Dorf erstreckt sich im zentralen Teil des Départements, am westlichen Rand der Ebene von Lure, am Ostfuß der Höhe des Mont d'Ahie.
Die Fläche des 8,69 Quadratkilometer großen Gemeindegebiets umfasst einen Abschnitt der Ebene von Lure. Der östliche Gemeindeteil wird von dieser Alluvialebene eingenommen, die durchschnittlich auf 320 Meter liegt. Landwirtschaftliche Nutzung herrscht hier vor. Das Gebiet wird durch den Bauvier nach Osten entwässert.
Südlich und westlich von Dambenoît steigt das Gelände an zu den meist bewaldeten Höhen von Châtillon (391 Meter) und Mont Chavrot (421 Meter). Sie bilden die Wasserscheide zwischen den Einzugsgebieten von Ognon und Saône. Weiter im Westen schließt die Talmulde der Colombine an, die zum Einzugsgebiet dies Durgeon gehört. Die westliche Abgrenzung bildet der langgezogene, in Nord-Süd-Richtung verlaufende Höhenrücken des Grand Bois de Genevrey, dessen nördlicher Abschluss der Mont d'Ahie bildet. Mit 448 Metern wird hier die höchste Erhebung von Dambenoît-lès-Colombe erreicht. In geologisch-tektonischer Hinsicht ist der stärker reliefierte westliche Gemeindeabschnitt aus einer Wechsellagerung von sandig-mergeligen und kalkigen Sedimenten aufgebaut, die während des Lias (Unterjura) abgelagert wurden. An verschiedenen Orten tritt auch Muschelkalk der mittleren Trias zutage.
Die Gemeinde besteht aus folgenden Ortsteilen:
- Dambenoît (319 Meter) am Westrand der Ebene von Lure
- Colombe-lès-Bithaine (318 Meter) in der Talmulde der Colombine östlich des Grand Bois de Genevrey

Nachbargemeinden von Dambenoît-lès-Colombe sind Ailloncourt und Citers im Norden, Quers im Osten, Adelans-et-le-Val-de-Bithaine im Süden sowie Genevrey im Westen.

## Geschichte
Überreste eines Gräberfeldes aus der Merowingerzeit weisen auf eine frühe Besiedlung des Gebietes hin. Erstmals urkundlich erwähnt wird Dambenoît erst im Jahr 1230, doch die Pfarrei, die vom Kloster Calmoutier abhängig war, ist wesentlich älter. Im Mittelalter gehörte Dambenoît zur Freigrafschaft Burgund und darin zum Gebiet des Bailliage d’Amont. Die lokale Herrschaft hatten die Herren von Faucogney inne. Zusammen mit der Franche-Comté gelangte das Dorf mit dem Frieden von Nimwegen 1678 definitiv an Frankreich. Zu einer Gebietsveränderung kam es 1972, als die vorher eigenständigen Gemeinden Dambenoît und Colombe-lès-Bithaine (1968: 19 Einwohner) zusammengelegt wurden. Heute ist Dambenoît-lès-Colombe Mitglied des Gemeindeverbandes Triangle Vert.

## Sehenswürdigkeiten
Die Kirche Saint-Bénigne wurde 1785 neu erbaut, der heutige Chorraum stammt aus dem 19. Jahrhundert. Zur bemerkenswerten Ausstattung gehören die Kanzel im neugotischen Stil, ein Holzkruzifix aus dem 18. Jahrhundert und zwei Fresken (18. Jahrhundert und um 1900).
Zu den weiteren Sehenswürdigkeiten zählen der Brunnen (1889) mit einem großen Wasserbecken aus Buntsandstein und zwei Kalvarienberge in Colombe-lès-Bithaine.

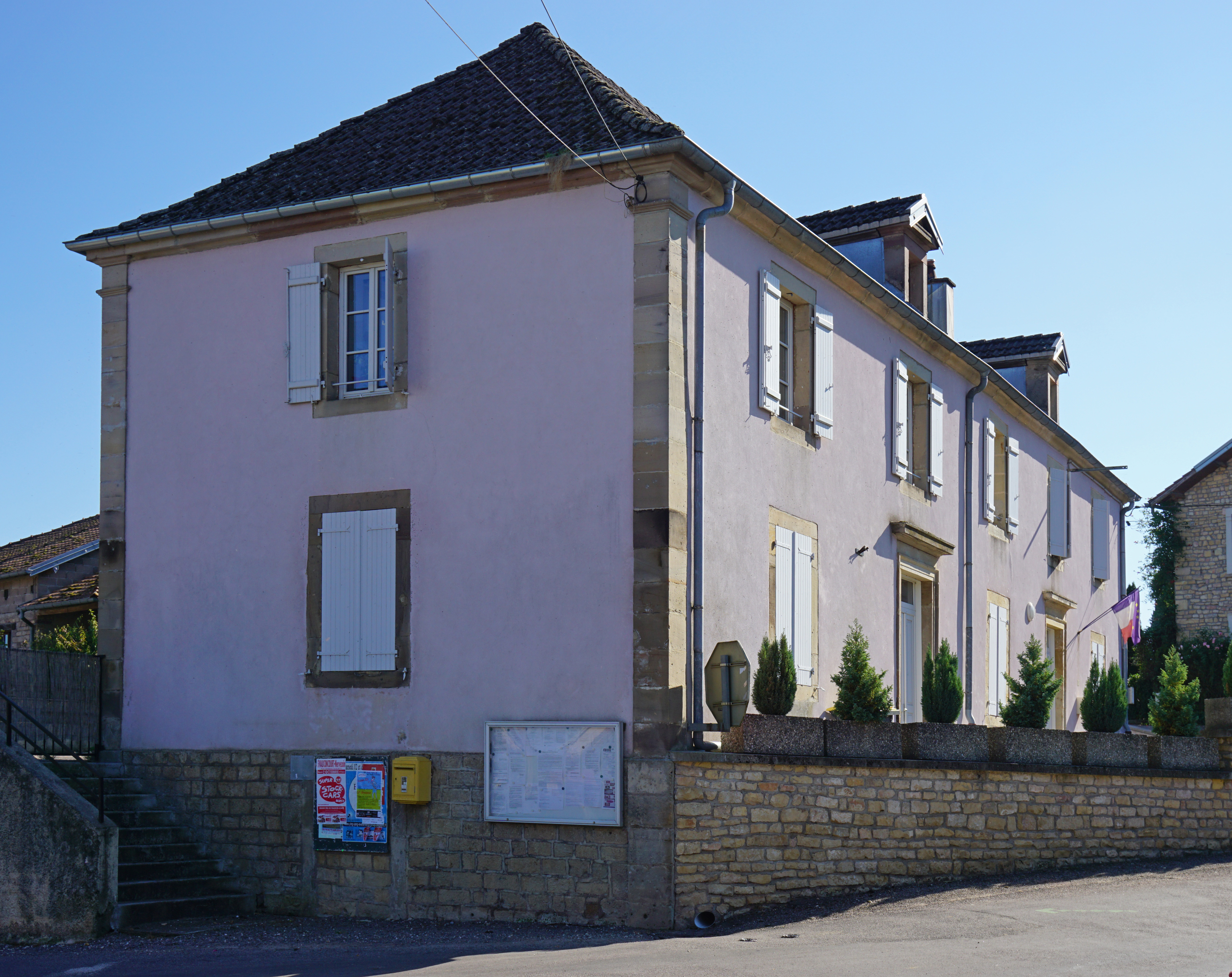
Mairie Dambenoît-lès-Colombe
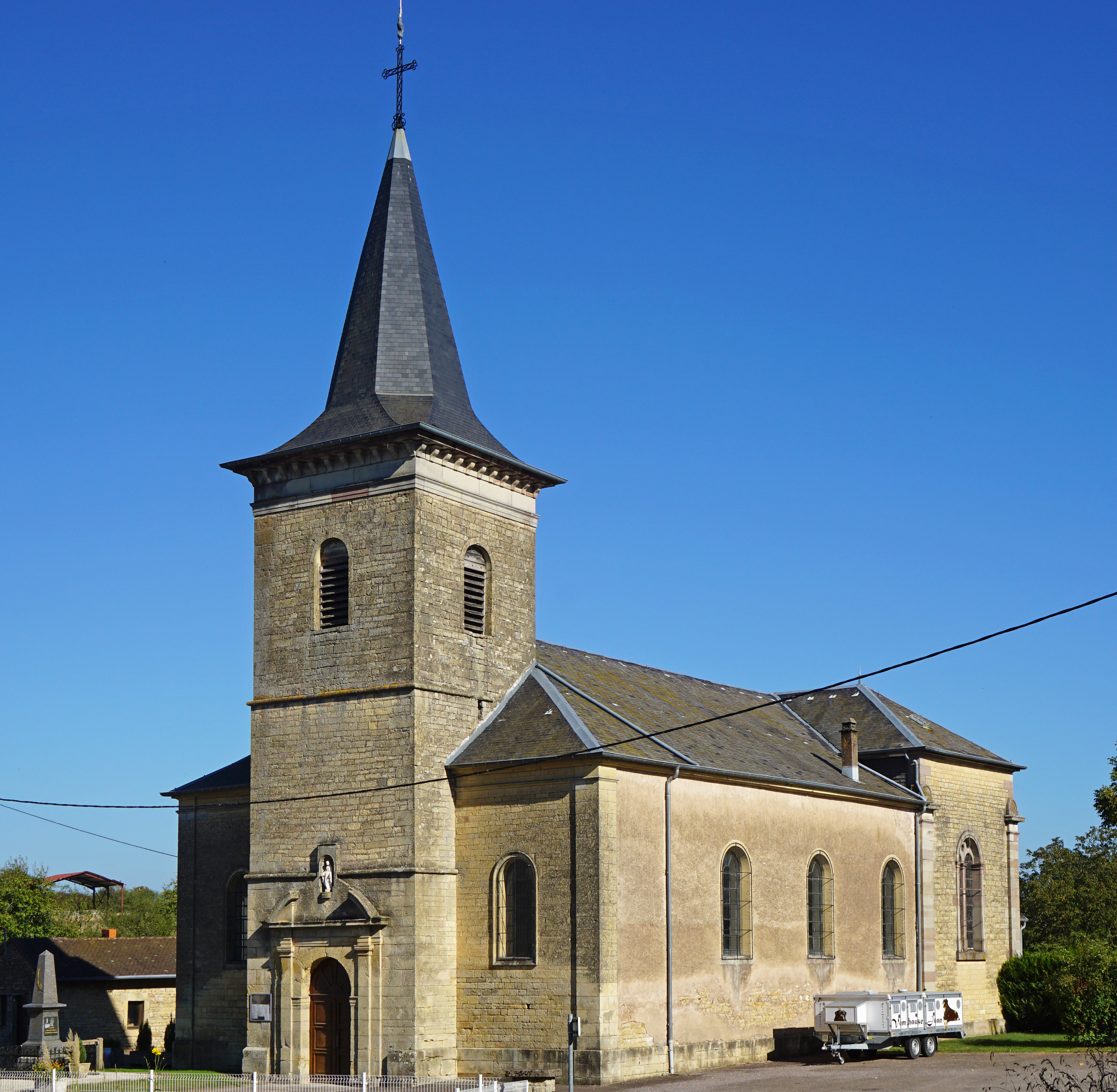
Kirche Saint-Bénigne
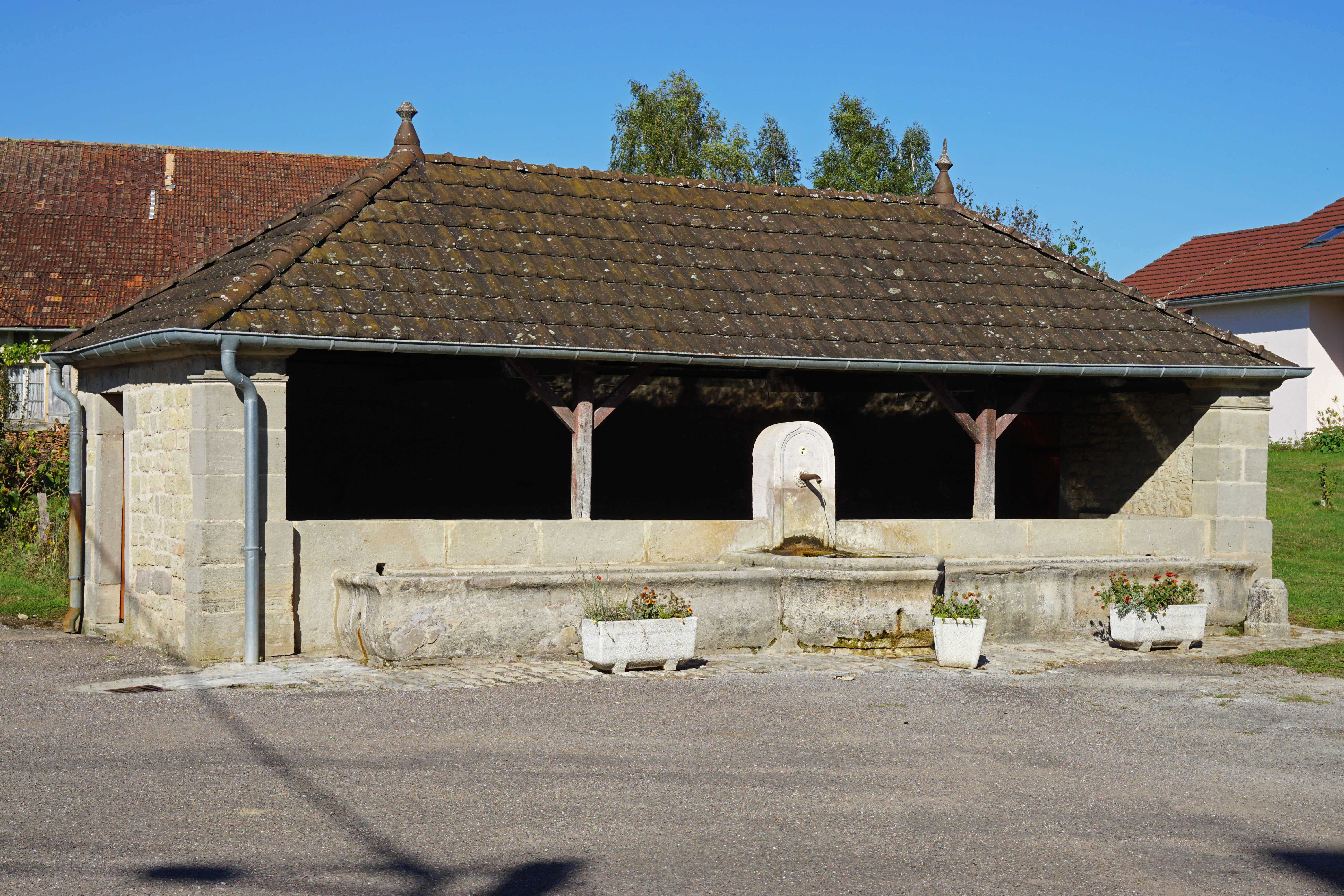
Eines der beiden Lavoirs
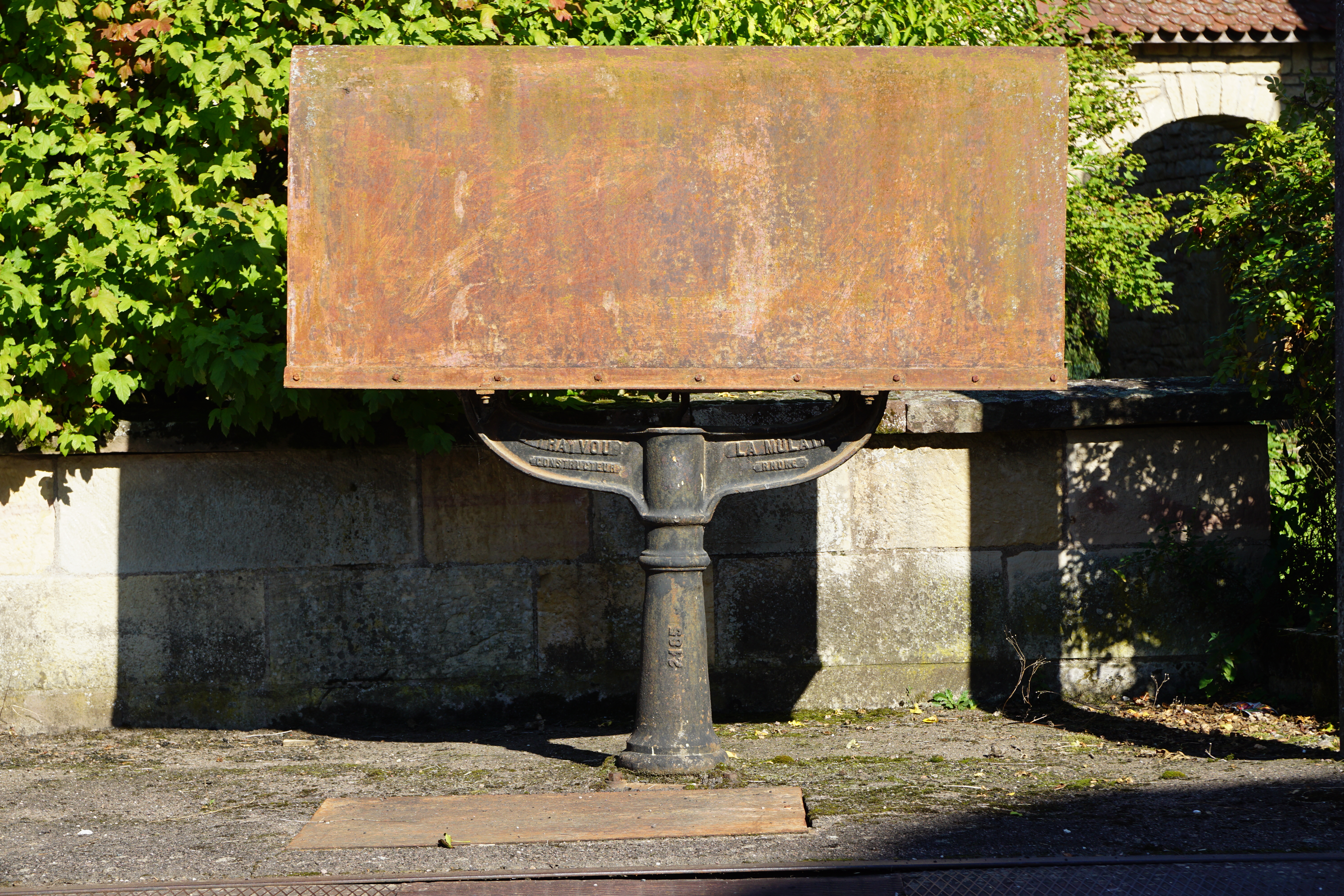
Öffentliche Waage
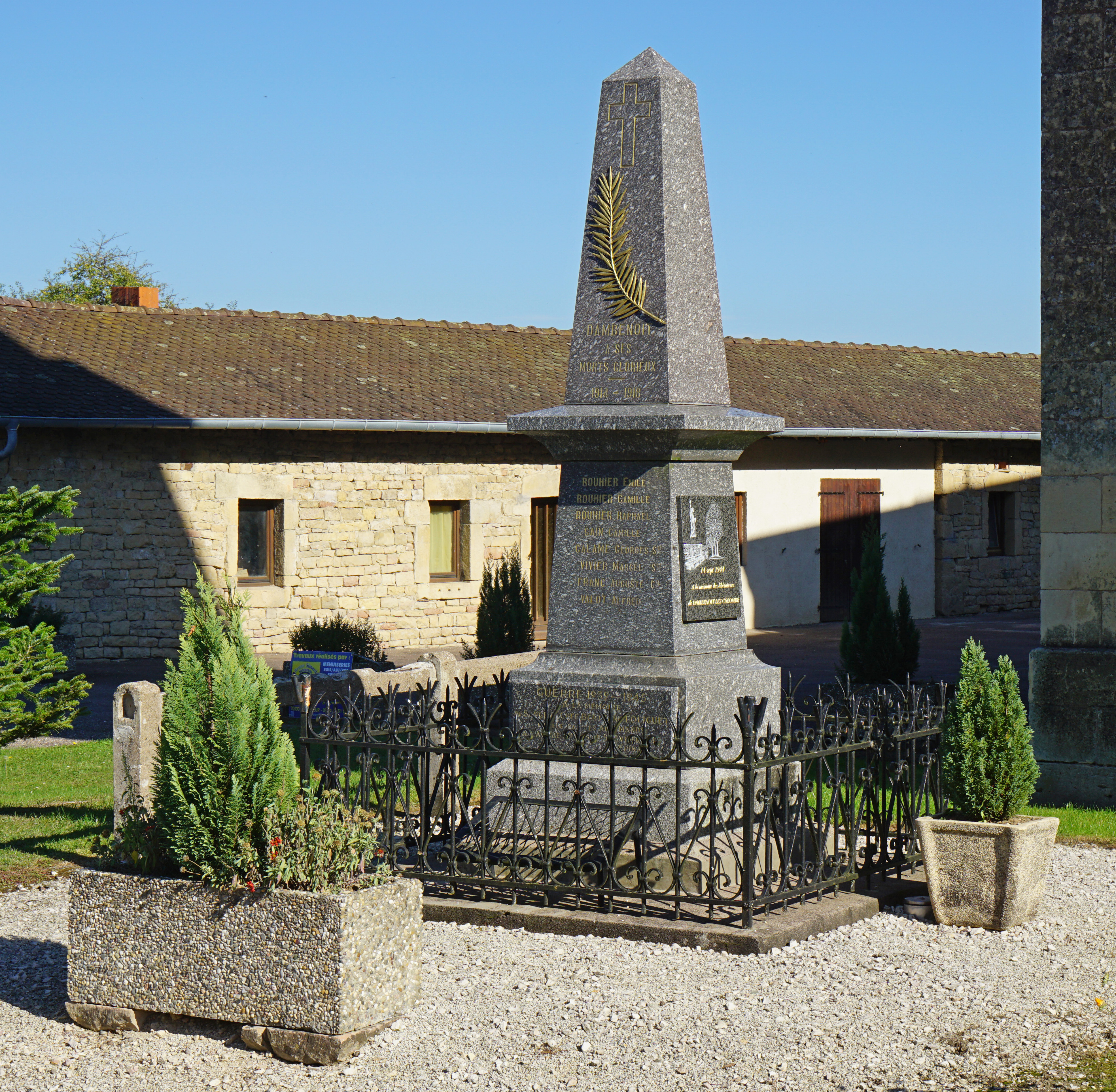
Kriegerdenkmal

## Bevölkerung
| Jahr                       | 1962 | 1968 | 1975 | 1982 | 1990 | 1999 | 2006 |
| Einwohner                  | 164  | 154  | 159  | 207  | 216  | 277  | 247  |
| Quellen: Cassini und INSEE |      |      |      |      |      |      |      |

Mit 273 Einwohnern (1. Januar 2022) gehört Dambenoît-lès-Colombe zu den kleinen Gemeinden des Département Haute-Saône. Nachdem die Einwohnerzahl in der ersten Hälfte des 20. Jahrhunderts deutlich abgenommen hatte (1881 wurden auf dem heutigen Gemeindeboden noch 486 Personen gezählt), wurde seit Beginn der 1970er Jahre wieder ein Bevölkerungswachstum verzeichnet. Erst in den letzten Jahren ergab sich erneut ein rückläufiger Trend.

## Wirtschaft und Infrastruktur
Dambenoît-lès-Colombe war bis weit ins 20. Jahrhundert hinein ein vorwiegend durch die Landwirtschaft (Ackerbau, Obstbau und Viehzucht) und die Forstwirtschaft geprägtes Dorf. Heute gibt es einige Betriebe des lokalen Kleingewerbes. In den letzten Jahrzehnten hat sich das Dorf zu einer Wohngemeinde gewandelt. Viele Erwerbstätige sind deshalb Wegpendler, die in den größeren Ortschaften der Umgebung ihrer Arbeit nachgehen.
Die Ortschaft liegt abseits der größeren Durchgangsachsen an einer Departementsstraße, die von Adelans nach La Chapelle-lès-Luxeuil führt. Weitere Straßenverbindungen bestehen mit Velleminfroy und Citers.